# The Dillinger Escape Plan
The Dillinger Escape Plan är ett amerikanskt mathcoreband som blandar metalcore med element från jazz och fusion. De är kända för sina intensiva och våldsamma liveframträdanden, samt på grund av ett rykte som säger att de väljer sina taktarter med tärning eller någon sorts komplicerad kod. Deras namn är taget från den amerikanska brottslingen John Dillinger. Bandet har blivit utnämnt till "The Worlds Most Dangerous Band" av NME och av Kerrang! till "The Best Live Band on the Planet". 

## Irony is a Dead Scene
I mars 2002 meddelade bandet att de skulle släppa EP:n Irony is a Dead Scene, tillsammans med sångaren Mike Patton på skivbolaget Epitaph. Irony is a Dead Scene var också debuten för den nye basisten, Liam Wilson. Skivan släpptes den 27 augusti 2002 och innehåller en cover på Aphex Twins låt "Come To Daddy".

## Ire Works 2007
Den 15 juni presenterade DEP på sin MySpace-sida namnet på sitt nästkommande album, Ire Works. Samtidigt bekräftades att trummisen Chris Pennie lämnade bandet för att spela med Coheed and Cambria. Chris ersattes av Gil Sharone som tidigare spelade trummor i Stolen Babies.
Ire Works utgavs 13 november 2007 och skivan är producerad av Steve Evetts. 

### Låtlista
1. "Fix Your Face" – 2:41
2. "Lurch" – 2:03
3. "Black Bubblegum" – 4:04
4. "Sick on Sunday" – 2:10
5. "When Acting as a Particle" – 1:23
6. "Nong Eye Gong" – 1:16
7. "When Acting as a Wave" – 1:33
8. "82588" – 1:56
9. "Milk Lizard" – 3:55
10. "Party Smasher" – 1:56
11. "Dead as History" – 5:29
12. "Horse Hunter" – 3:11
13. "Mouth of Ghosts" – 6:49

Gitarristen Brian Benoit har inte heller fått en plats i den nya banduppställningen (med största sannolikhet på grund av en olycka), men bandet har heller inte sagt något om ett permanent avhopp.

## Option Paralysis 2010
DEP meddelade under 2009 att de skulle lämna Relapse Records då de var trötta på skivbolags- och musikindustrin och skapade därför ett eget skivbolag Party Smasher inc. Gil Sharone som gått tillbaka till att spela trummor i Stolen Babies är ersatt av Billy Rymer.
Option Paralysis utgavs 23 mars 2010 och skivan är producerad av Benjamin Weinmann och Steve Evetts. 

### Låtlista
1. "Farewell, Mona Lisa" − 5:23
2. "Good Neighbor" − 2:30
3. "Gold Teeth on a Bum" − 5:22
4. "Crystal Morning" − 2:02
5. "Endless Endings" − 2:32
6. "Widower" − 6:23
7. "Room Full of Eyes" − 4:15
8. "Chinese Whispers" − 4:06
9. "I Wouldn't If You Didn't" − 4:14
10. "Parasitic Twins" − 4:41

## Bandmedlemmar
Senaste bandmedlemmar
- Ben Weinman – gitarr, keyboard, piano, basgitarr, bakgrundssång (1997 – 2017)
- Liam Wilson – basgitarr (2000 – 2017)
- Greg Puciato – sång, gitarr (2001 – 2017)
- Billy Rymer – trummor, percussion (2009 – 2017)
- Kevin Antreassian – gitarr (2015 – 2017)

Tidigare bandmedlemmar
- Chris Pennie – trummor, percussion, keyboard (1997 – 2007)
- Dimitri Minakakis – sång (1997 – 2001)
- Adam Doll – basgitarr, keyboard (1997 – 1999, 2001 – 2002)
- Derek Brantley – gitarr (1997)
- John Fulton – gitarr (1997 – 1998)
- Brian Benoit – gitarr (1998 – 2005)
- James Love – gitarr (2005 – 2007, 2013 – 2015)
- Jeff Tuttle – gitarr, bakgrundssång (2007 – 2012)
- Gil Sharone – trummor (2007 – 2009)

Turnerande medlemmar
- Jeff Wood – basgitarr (1999 – 2000)
- Steve Evetts – keyboard, elektronik (2000 – 2002)
- Sean Ingram – sång (2001)
- Mike Patton – sång, slaginstrument, elektronik (2001)

## Diskografi
Studioalbum
- Calculating Infinity (1999)
- Miss Machine (2004)
- Ire Works (2007)
- Option Paralysis (2010)
- One of Us Is the Killer (2013)
- Dissociation (2016)

EPs
- The Dillinger Escape Plan (1997)
- Under the Running Board (1998)
- Irony Is a Dead Scene (med Mike Patton) (2002)
- Cursed, Unshaven and Misbehavin': Live Infinity (live) (2003)
- Plagiarism (2006)
- Instrumentalist (2017)

Singlar
- "Panasonic Youth" (2004)
- "Setting Fire to Sleeping Giants" (2004)
- "Unretrofied" (2005)
- "Farewell, Mona Lisa" (2010)
- "Prancer" (2013)
- "Happiness Is a Smile" (2014)
- "Limerent Death" (2016)
- "Symptom of a Terminal Illness" (2016)